# Коллінсбург (Пенсільванія)
Коллінсбург (англ. Collinsburg) — переписна місцевість (CDP) в США, в окрузі Вестморленд штату Пенсільванія. Населення — 1048 осіб (2020).

## Географія
Коллінсбург розташований за координатами 40°13′16″ пн. ш. 79°46′52″ зх. д. / 40.22111° пн. ш. 79.78111° зх. д. (40.220975, -79.781212).  За даними Бюро перепису населення США в 2010 році переписна місцевість мала площу 4,55 км², з яких 4,49 км² — суходіл та 0,06 км² — водойми.

## Демографія
Згідно з переписом 2010 року, у переписній місцевості мешкало 1125 осіб у 488 домогосподарствах у складі 329 родин. Густота населення становила 247 осіб/км².  Було 526 помешкань (115/км²).
Расовий склад населення:
| - 97,7 % — білих - 1,1 % — чорних або афроамериканців - 0,2 % — азіатів |

До двох чи більше рас належало 0,8 %. Частка іспаномовних становила 0,5 % від усіх жителів.
За віковим діапазоном населення розподілялося таким чином: 18,0 % — особи молодші 18 років, 64,3 % — особи у віці 18—64 років, 17,7 % — особи у віці 65 років та старші. Медіана віку мешканця становила 46,9 року. На 100 осіб жіночої статі у переписній місцевості припадало 103,8 чоловіків;  на 100 жінок у віці від 18 років та старших — 97,4 чоловіків також старших 18 років.
Середній дохід на одне домашнє господарство  становив 60 553 долари США (медіана — 43 482), а середній дохід на одну сім'ю — 82 576 доларів (медіана — 70 714). Медіана доходів становила 49 596 доларів для чоловіків та 25 677 доларів для жінок. За межею бідності перебувало 11,3 % осіб, у тому числі 6,3 % дітей у віці до 18 років та 19,3 % осіб у віці 65 років та старших.
Цивільне працевлаштоване населення становило 678 осіб. Основні галузі зайнятості: освіта, охорона здоров'я та соціальна допомога — 39,1 %, роздрібна торгівля — 18,9 %, виробництво — 11,7 %, оптова торгівля — 6,9 %.